# قره‌برک
قره‌بُرک (به لاتین: Qarabörk) یک منطقه مسکونی در جمهوری آذربایجان است که در شهرستان اوجار واقع شده است. قره‌برک ۳۲۵۵ نفر جمعیت دارد.